# Паркштадіон
Паркштадіон (нім. Parkstadion) — стадіон в німецькому Гельзенкірхені, який був відкритий в 1973 році. Він змінив «Глюкауф-Кампфбан» і був стадіоном футбольного клубу «Шальке 04» до 2001 року, коли на зміну прийшов новий стадіон «Арена АуфШальке».

## Історія
Стадіон було побудовано спеціально для чемпіонату світу 1974 року. «Паркштадіон» прийняв 5 матчів чемпіонату світу: Югославія — Заїр, Заїр — Бразилія, Нідерланди — Аргентина, НДР — Нідерланди, Аргентина — НДР.
«Паркштадіон» також прийняв два матчі групового етапу чемпіонату Європи 1988 року. 14 червня між збірними ФРН і Данії (2:0) і 18 червня між збірними Ірландії і Нідерландів (0:1).
Серед клубних турнірів найважливішими матчами на стадіоні були фінали Кубка ФРН 1978 та 1980 років, а також перший матч фіналу Кубка УЄФА 1997 року між «Шальке 04» та «Інтернаціонале» (1:0).
У 1990-х роках стало все більш зрозуміло, що стадіон значно застарів. Як наслідок, «Шальке 04» почав вивчати можливості будівництва абсолютно нового стадіону, а в 1998 році на сусідньому майданчику розпочалося будівництво нової арени. Останній офіційний футбольний матч на стадіоні відбувся 19 травня 2001 року між «Шальке 04» і «Унтергахінгом». На матчі були присутні 65 000 чоловік і «кобальтові» перемогли 5:3 і на стадіоні почали святкування 8-го чемпіонства, втім на 4 компенсованій хвилині у паралельному матчі "Баварія"зусиллями Патріка Андерссона зрівняла рахунок у грі з «Гамбургом» (1:1), тим самим вирвавши чемпіонство і залишивши гельзенкірхенців на другому місці в Бундеслізі.
З 2001 року клуб переїхав на «Арену АуфШальке», що було побудована поруч. Старий стадіон інколи використовувався для проведення неофіційних матчів. Останньою футбольною грою першої команди «Шальке 04» на «Паркштадіоні» стала товариська гра проти «Дуйсбурга» 17 листопада 2008 року (3:1).
Часткове знесення стадіону розпочалося в 2004 році, на місці південної трибуни було побудовано реабілітаційний центр та готель. Друга фазу знесення стадіону відбулась у 2008 році, коли решта трибун була знесена , а стадіон був перетворений на тренувальне поле .

### Концерти
4 вересня 1988 року на цьому стадіоні виступав Майкл Джексон в рамках турне «Bad World Tour», а 15 червня 1997 року ― в рамках турне «HIStory World Tour».
16 серпня 1990 року на «Паркштадіоні» виступала британська рок-група The Rolling Stones в рамках турне «Urban Jungle Tour», а ― 27 липня 1998 року в рамках турне «Bridges To Babylon Tour».
23 серпня 1994 року в рамках турне «The Division Bell Tour» на стадіоні виступала група Pink Floyd.

## Матчі ЧС-1974 та Євро-1988
| №  | Дата           | Матч                   | Рахунок | Турнір              | Глядачів |
| -- | -------------- | ---------------------- | ------- | ------------------- | -------- |
| 1. | 18 червня 1974 | Югославія — Заїр       | 9 — 0   | ЧС-1974 (Група 2)   | 31.700   |
| 2. | 22 червня 1974 | Заїр — Бразилія        | 0 — 3   | ЧС-1974 (Група 2)   | 36.200   |
| 3. | 26 червня 1974 | Нідерланди — Аргентина | 4 — 0   | ЧС-1974 (Група A)   | 56.548   |
| 4. | 30 червня 1974 | НДР — Нідерланди       | 0 — 2   | ЧС-1974 (Група B)   | 68.348   |
| 5. | 3 липня 1974   | Аргентина — НДР        | 1 — 1   | ЧС-1974 (Група B)   | 54.254   |
| 6. | 14 червня 1988 | ФРН — Данія            | 2 — 0   | Євро-1988 (Група A) | 64.812   |
| 7. | 18 червня 1988 | Ірландія — Нідерланди  | 0 — 1   | Євро-1988 (Група B) | 60.800   |

## Галерея

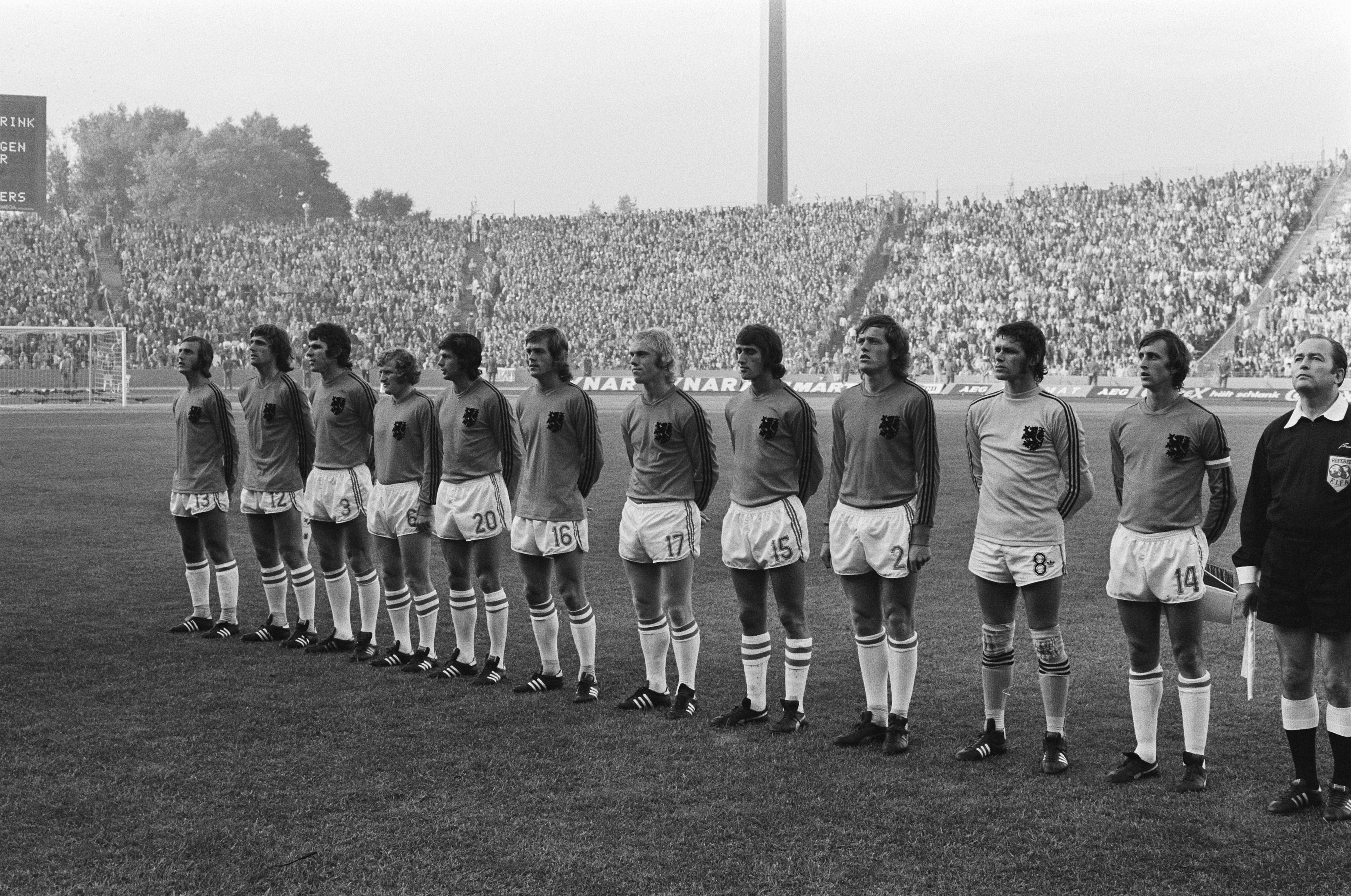
Стадіон під час матчу ЧС-1974 Нідерланди — Аргентина, 26 червня 1974 року.
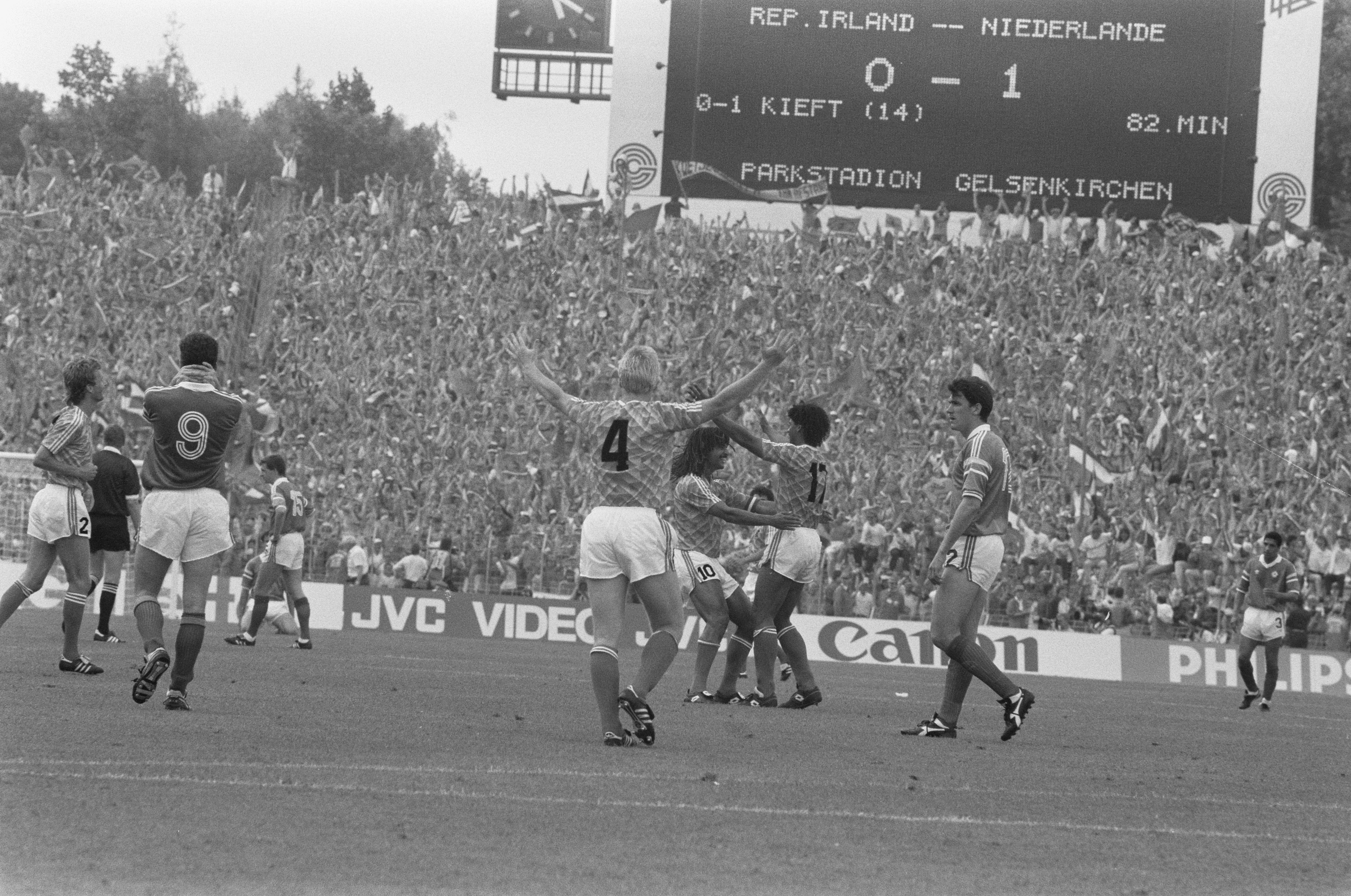
Стадіон під час матчу Євро-1988 ФРН — Данія, 14 червня 1988 року.
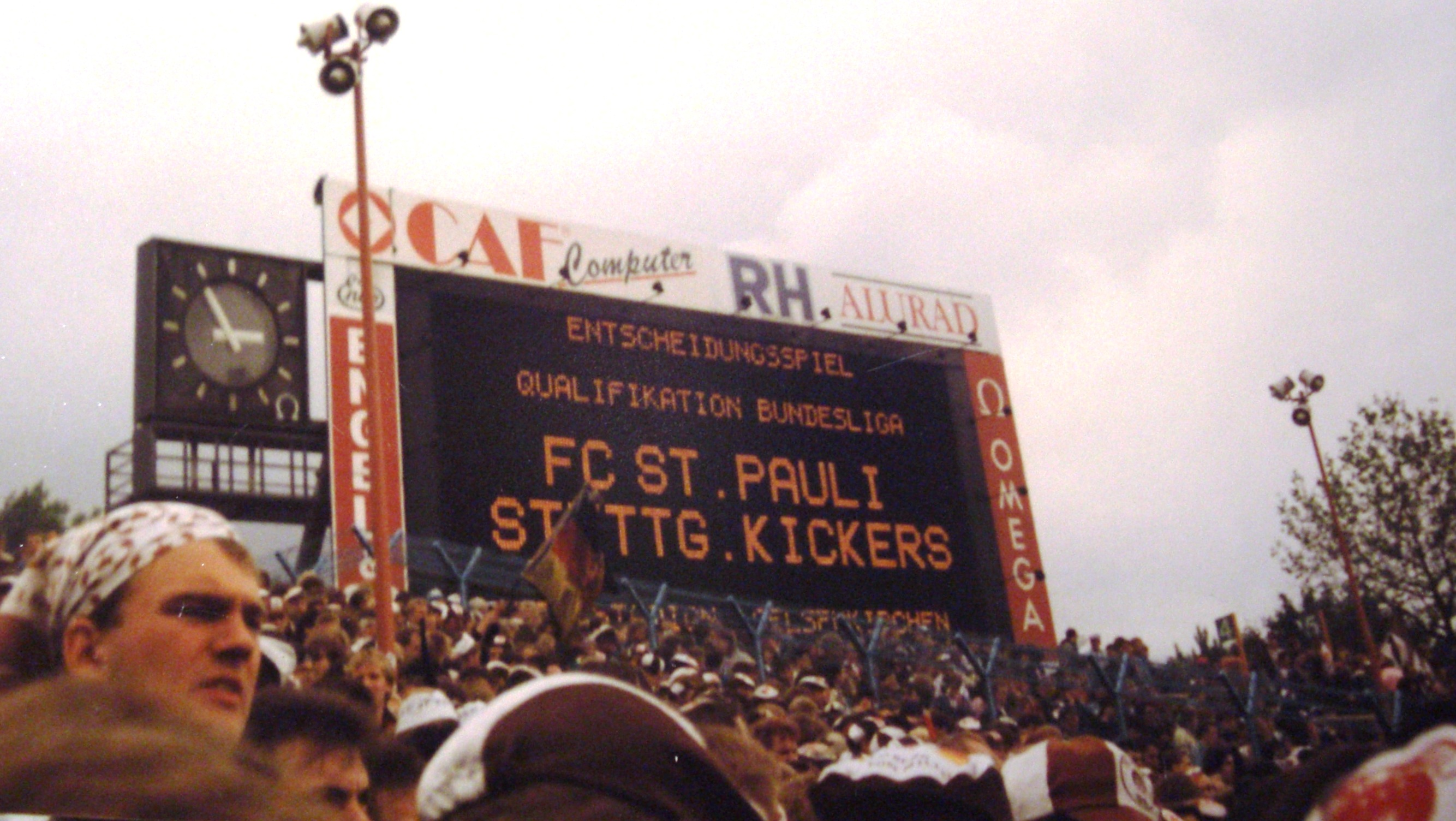
Табло стадіону у 1991 році.
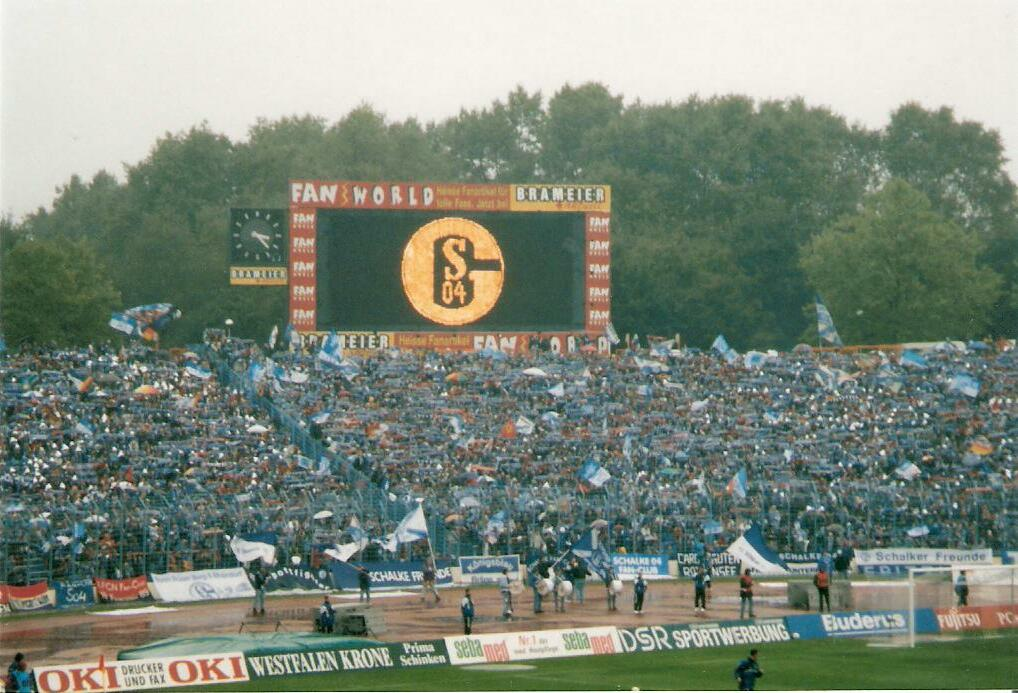
Стадіон на матчі Бундесліги «Шальке-04» — «Нюрнберг», 12 вересня 1998 року.
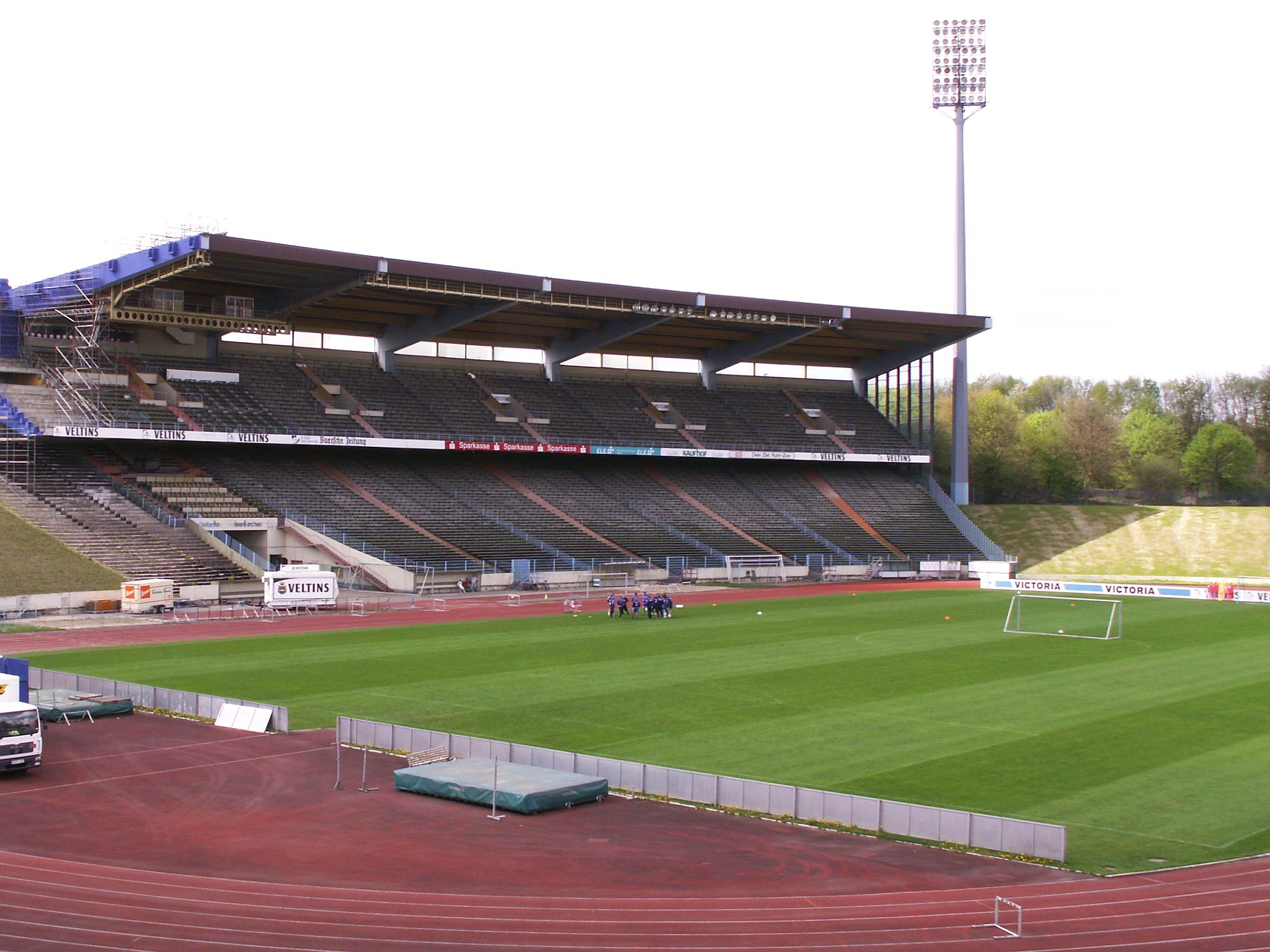
Трибуна стадіону перед знесенням, 2006 рік.
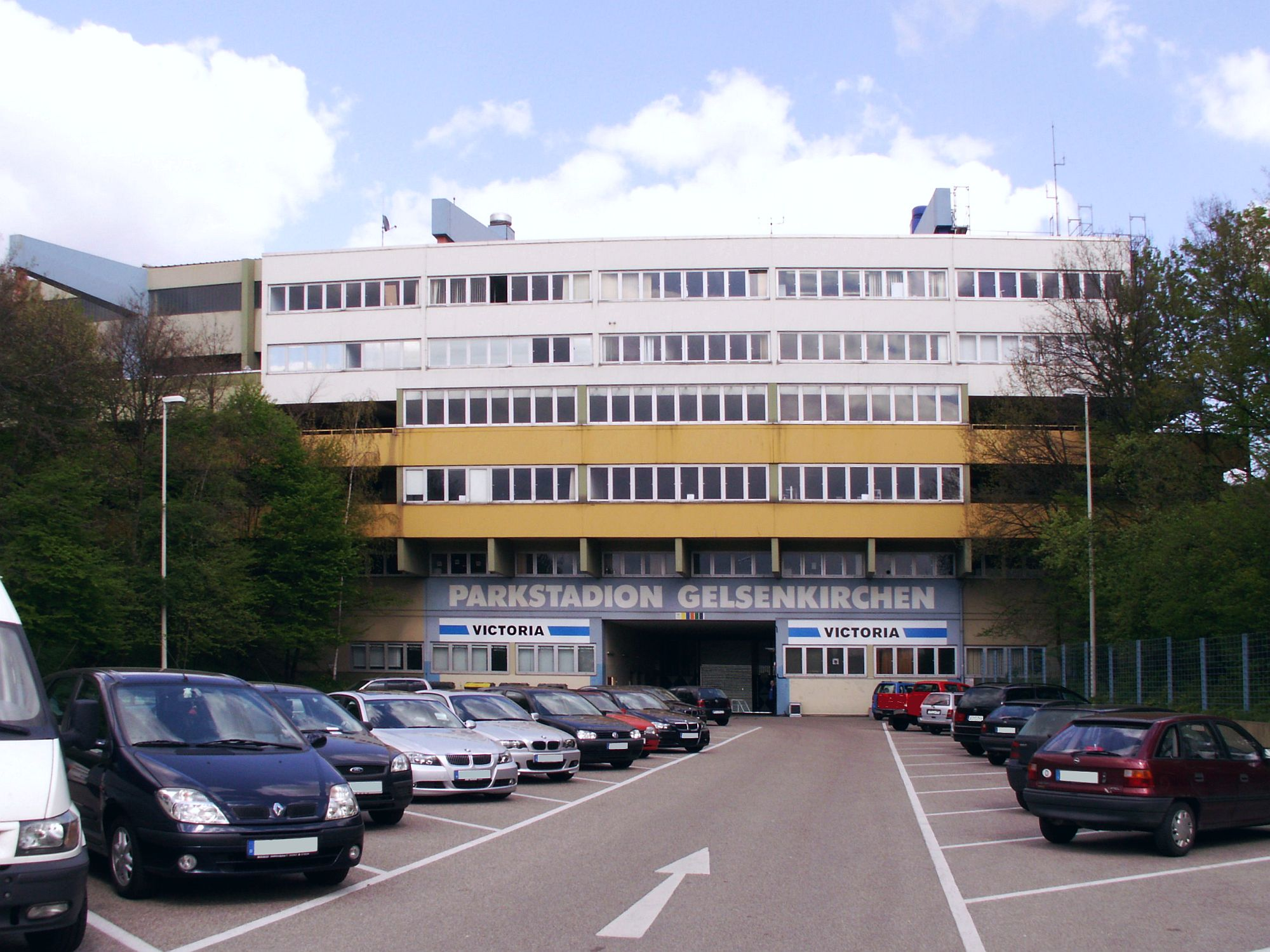
Вхід на стадіон, 2006 рік.
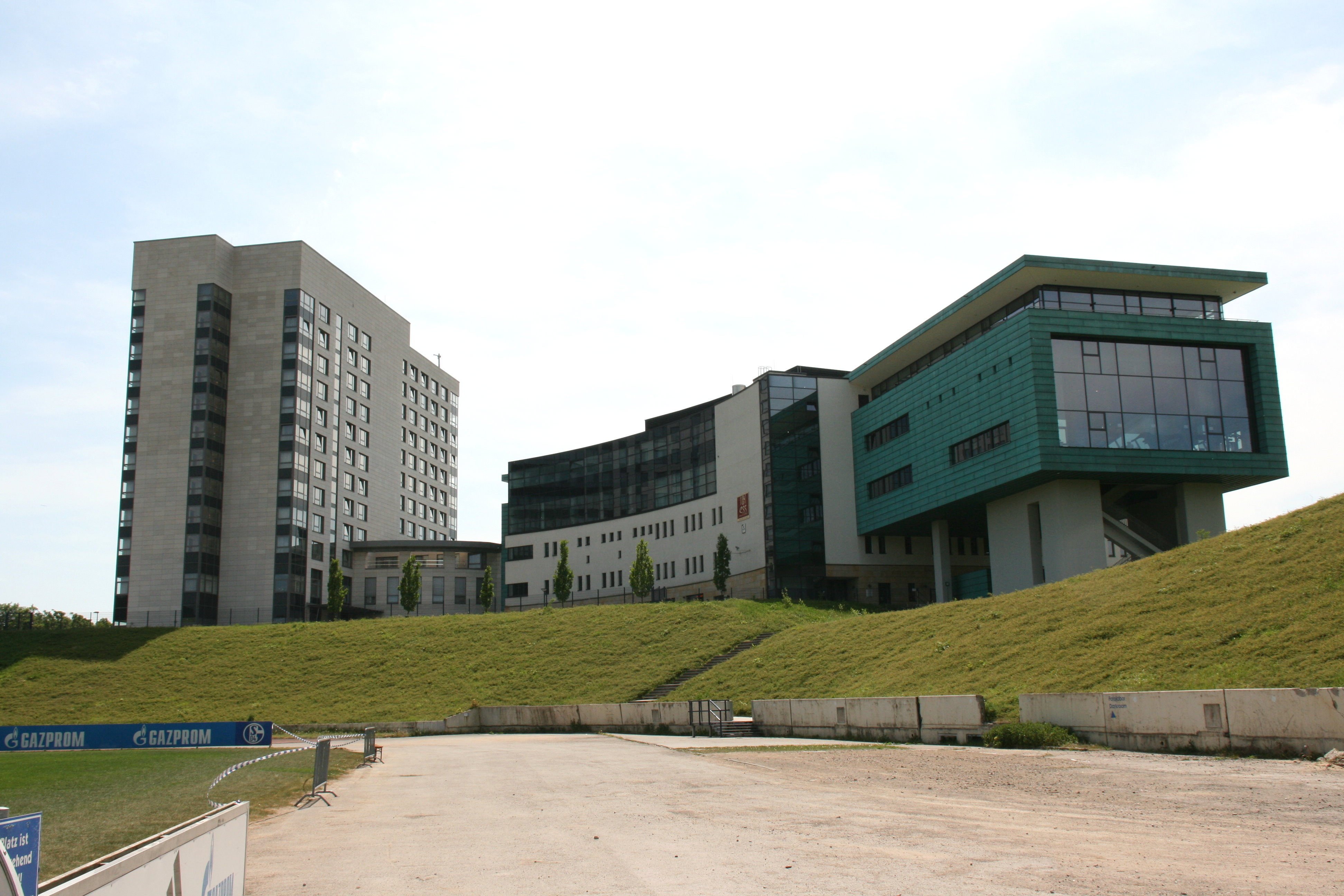
Реабілітаційний центр та готель клубу, побудований на місці південної трибуни.
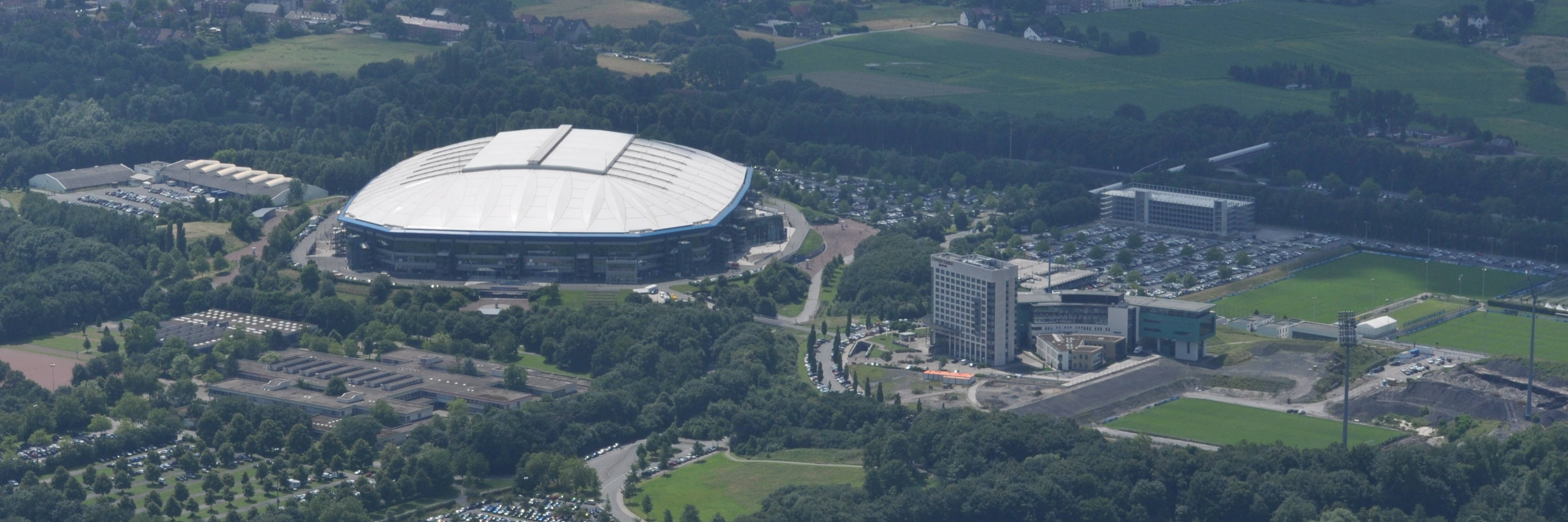
Залишки «Паркштадіона» (праворуч) та нова «Фельтінс-Арена».
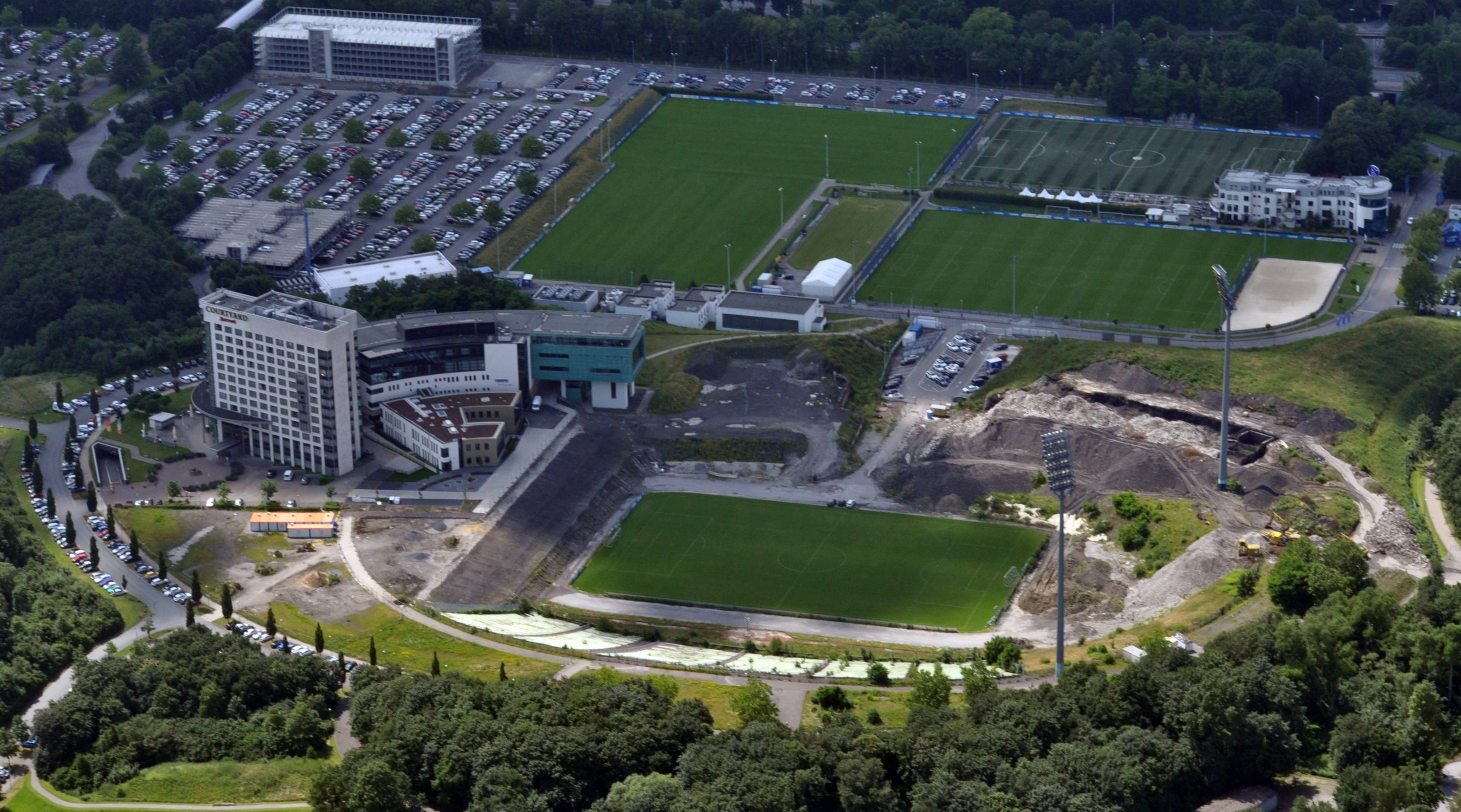
Сучасний стан стадіону після знесення трибун. 2016 рік.
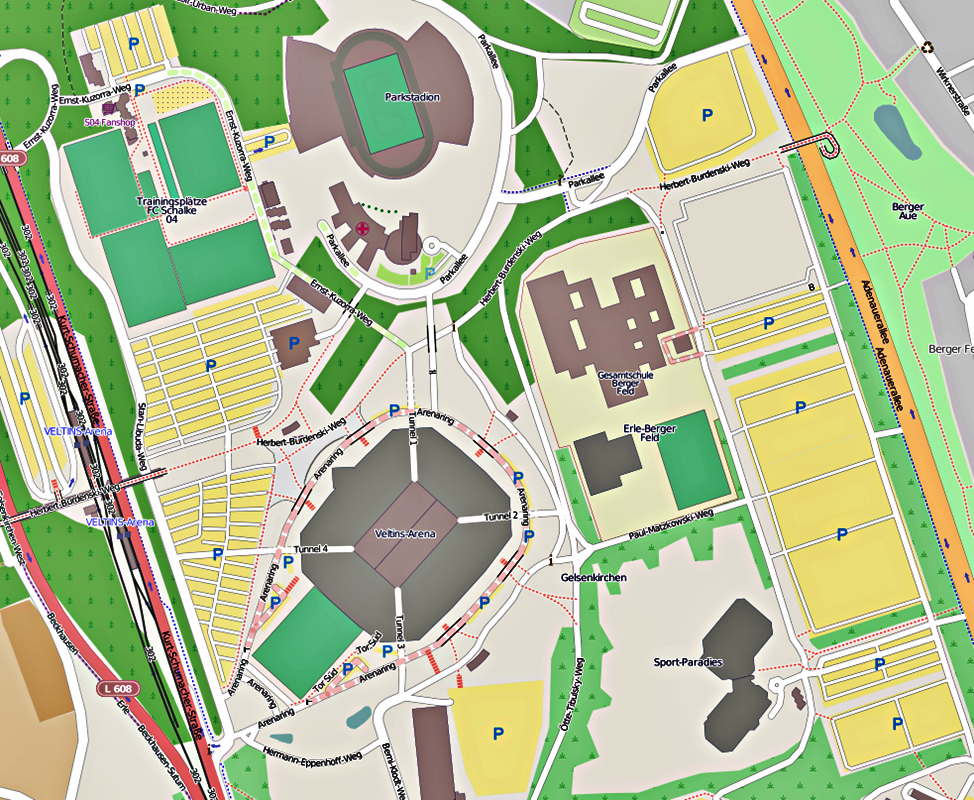
Карта старого і нового стадіону «Шальке-04».